# European Open 2017 - Doppio
Daniel Nestor e Édouard Roger-Vasselin erano i detentori del titolo ma hanno deciso di non partecipare in coppia. Nestor ha giocato insieme a Dominic Inglot, ma sono stati sconfitti al primo turno da Santiago González e Julio Peralta. Roger-Vasselin ha giocato con Fabrice Martin, venendo sconfitti ai quarti di finale da Wesley Koolhof e Artem Sitak.
Scott Lipsky e Divij Sharan hanno vinto il titolo sconfiggendo in finale González Peralta con il punteggio di 6–4, 2–6, [10–5].

## Teste di serie
1. Bob Bryan /  Mike Bryan (quarti di finale)
2. Ivan Dodig /  Marcel Granollers (semifinali)

1. Raven Klaasen /  Rajeev Ram (quarti di finale)
2. Fabrice Martin /  Édouard Roger-Vasselin (quarti di finale)

## Wildcard
1. Steve Darcis /  Arthur De Greef (primo turno)

1. Sander Gillé /  Joran Vliegen (primo turno)

## Tabellone

### Legenda
| - Q = Qualificato - WC = Wild card - LL = Lucky loser | - ALT = Alternate - SE = Special Exempt - PR = Protected Ranking | - w/o = Walkover - r = Ritirato - d = Squalificato |

|  | Primo turno           | Primo turno               | Primo turno               | Primo turno | Primo turno |  |  | Quarti di finale | Quarti di finale          | Quarti di finale          | Quarti di finale     | Quarti di finale  |   |     | Semifinali           | Semifinali           | Semifinali           | Semifinali        | Semifinali |   |      | Finale | Finale | Finale | Finale | Finale |  |
|  |                       |                           |                           |             |             |  |  |                  |                           |                           |                      |                   |   |     |                      |                      |                      |                   |            |   |      |        |        |        |        |        |  |
|  | 1                     | B Bryan M Bryan           | B Bryan M Bryan           | 6           | 7           |  |  |                  |                           |                           |                      |                   |   |     |                      |                      |                      |                   |            |   |      |        |        |        |        |        |  |
|  | WC                    | S Gillé J Vliegen         | S Gillé J Vliegen         | 4           | 5           |  |  | 1                | B Bryan M Bryan           | 6                         | 68                   | [7]               |   |     |                      |                      |                      |                   |            |   |      |        |        |        |        |        |  |
|  | S González J Peralta  | S González J Peralta      | 6                         | 67          | [10]        |  |  |                  | S González J Peralta      | 1                         | 7                    | [10]              |   |     |                      |                      |                      |                   |            |   |      |        |        |        |        |        |  |
|  | D Inglot D Nestor     | D Inglot D Nestor         | 1                         | 7           | [6]         |  |  |                  |                           |                           |                      |                   |   |     | S González J Peralta | S González J Peralta | S González J Peralta | 7                 | 6          |   |      |        |        |        |        |        |  |
|  | 4                     | F Martin É Roger-Vasselin | F Martin É Roger-Vasselin | 6           | 6           |  |  |                  |                           | W Koolhof A Sitak         | W Koolhof A Sitak    | W Koolhof A Sitak | 5 | 3   |                      |                      |                      |                   |            |   |      |        |        |        |        |        |  |
|  |                       | R Jebavý M Middelkoop     | R Jebavý M Middelkoop     | 4           | 4           |  |  | 4                | F Martin É Roger-Vasselin | F Martin É Roger-Vasselin | 4                    | 64                |   |     |                      |                      |                      |                   |            |   |      |        |        |        |        |        |  |
|  | K Skupski N Skupski   | K Skupski N Skupski       | 4                         | 6           | [8]         |  |  |                  | W Koolhof A Sitak         | W Koolhof A Sitak         | 6                    | 7                 |   |     |                      |                      |                      |                   |            |   |      |        |        |        |        |        |  |
|  | W Koolhof A Sitak     | W Koolhof A Sitak         | 6                         | 4           | [10]        |  |  |                  |                           |                           |                      |                   |   |     | S González J Peralta | S González J Peralta | 4                    | 6                 | [5]        |   |      |        |        |        |        |        |  |
|  | WC                    | S Darcis A De Greef       | 5                         | 6           | [8]         |  |  |                  |                           |                           |                      |                   |   |     |                      |                      | S Lipsky D Sharan    | S Lipsky D Sharan | 6          | 2 | [10] |        |        |        |        |        |  |
|  |                       | S Lipsky D Sharan         | 7                         | 4           | [10]        |  |  |                  | S Lipsky D Sharan         | 6                         | 4                    | [10]              |   |     |                      |                      |                      |                   |            |   |      |        |        |        |        |        |  |
|  |                       | F Mayer C-M Stebe         | F Mayer C-M Stebe         | 5           | 1           |  |  | 3                | R Klaasen R Ram           | 4                         | 6                    | [8]               |   |     |                      |                      |                      |                   |            |   |      |        |        |        |        |        |  |
|  | 3                     | R Klaasen R Ram           | R Klaasen R Ram           | 7           | 6           |  |  |                  |                           |                           |                      |                   |   |     |                      | S Lipsky D Sharan    | 0                    | 6                 | [10]       |   |      |        |        |        |        |        |  |
|  | B McLachlan A Molteni | B McLachlan A Molteni     | 65                        | 7           | [10]        |  |  |                  |                           | 2                         | I Dodig M Granollers | 6                 | 4 | [5] |                      |                      |                      |                   |            |   |      |        |        |        |        |        |  |
|  | A Begemann H Nys      | A Begemann H Nys          | 7                         | 5           | [8]         |  |  |                  | B McLachlan A Molteni     | 2                         | 7                    | [7]               |   |     |                      |                      |                      |                   |            |   |      |        |        |        |        |        |  |
|  |                       | N Kyrgios M Reid          | 6                         | 1           | [7]         |  |  | 2                | I Dodig M Granollers      | 6                         | 64                   | [10]              |   |     |                      |                      |                      |                   |            |   |      |        |        |        |        |        |  |
|  | 2                     | I Dodig M Granollers      | 4                         | 6           | [10]        |  |  |                  |                           |                           |                      |                   |   |     |                      |                      |                      |                   |            |   |      |        |        |        |        |        |  |